# Deuxième circonscription de l'Aisne
La deuxième circonscription de l'Aisne est représentée dans la XVIIe législature par Julien Dive, député Les Républicains.

## Description géographique, historique et démographique
Les lois organiques du 11 juillet 1986 et du 24 novembre 1986 recréent la deuxième circonscription selon un nouveau découpage. Elle inclut les cantons du Catelet, de Moÿ-de-l'Aisne, de Saint-Simon, de Saint-Quentin-Nord, de Saint-Quentin-Centre, de Saint-Quentin-Sud et de Vermand,,.
La deuxième circonscription de l'Aisne n'est pas concernée par le redécoupage des circonscriptions législatives françaises de 2010.
La loi organique du 17 mai 2013 entraîne le redécoupage des cantons de l'Aisne en 2014,. La deuxième circonscription conserve son découpage issu des élections législatives de 1988, mais les cantons ne correspondent plus aux limites actuelles de la circonscription.
La deuxième circonscription de l'Aisne est située dans le nord-ouest du département, regroupant la région de Saint-Quentin, c'est-à-dire les cantons suivants :
- Canton de Bohain-en-Vermandois
- Canton de Saint-Quentin-1
- Canton de Saint-Quentin-2
- Canton de Saint-Quentin-3
- Canton de Ribemont

Au 1er janvier 2020, la circonscription groupe les 98 communes suivantes :
1. Alaincourt
2. Annois
3. Artemps
4. Attilly
5. Aubencheul-aux-Bois
6. Aubigny-aux-Kaisnes
7. Beaurevoir
8. Beauvois-en-Vermandois
9. Bellenglise
10. Bellicourt
11. Benay
12. Berthenicourt
13. Bony
14. Bray-Saint-Christophe
15. Brissay-Choigny
16. Brissy-Hamégicourt
17. Castres
18. Le Catelet
19. Caulaincourt
20. Cerizy
21. Châtillon-sur-Oise
22. Clastres
23. Contescourt
24. Cugny
25. Dallon
26. Douchy
27. Dury
28. Essigny-le-Grand
29. Essigny-le-Petit
30. Estrées
31. Étreillers
32. Fayet
33. Fieulaine
34. Flavy-le-Martel
35. Fluquières
36. Fonsomme
37. Fontaine-lès-Clercs
38. Fontaine-Notre-Dame
39. Foreste
40. Francilly-Selency
41. Gauchy
42. Germaine
43. Gibercourt
44. Gouy
45. Gricourt
46. Grugies
47. Happencourt
48. Hargicourt
49. Harly
50. Hinacourt
51. Holnon
52. Homblières
53. Itancourt
54. Jeancourt
55. Joncourt
56. Jussy
57. Lanchy
58. Lehaucourt
59. Lempire
60. Lesdins
61. Levergies
62. Ly-Fontaine
63. Magny-la-Fosse
64. Maissemy
65. Marcy
66. Mesnil-Saint-Laurent
67. Mézières-sur-Oise
68. Montescourt-Lizerolles
69. Morcourt (Aisne)
70. Moÿ-de-l'Aisne
71. Nauroy
72. Neuville-Saint-Amand
73. Ollezy
74. Omissy
75. Pithon
76. Pontru
77. Pontruet
78. Remaucourt
79. Remigny
80. Roupy
81. Rouvroy
82. Saint-Quentin
83. Saint-Simon
84. Savy
85. Sequehart
86. Seraucourt-le-Grand
87. Sommette-Eaucourt
88. Trefcon
89. Tugny-et-Pont
90. Urvillers
91. Vaux-en-Vermandois
92. Vendelles
93. Vendeuil
94. Vendhuile
95. Le Verguier
96. Vermand
97. Villeret
98. Villers-Saint-Christophe

## Historique des députations
| Législature | Début de mandat  | Fin de mandat    | Député             | Parti politique | Observations |
| ----------- | ---------------- | ---------------- | ------------------ | --------------- | --- |
| IXe         | 23 juin 1988     | 1er avril 1993   | Daniel Le Meur     | PCF             | |
| Xe          | 2 avril 1993     | 21 avril 1997    | Charles Baur       | UDF-PSD         | Président du conseil régional de Picardie Mandat écourté à la suite d'une dissolution parlementaire décidée par Jacques Chirac. |
| XIe         | 12 juin 1997     | 18 juin 2002     | Odette Grzegrzulka | PS              | |
| XIIe        | 19 juin 2002     | 30 avril 2004    | Xavier Bertrand    | UMP             | Remplacé le 30 avril 2004 par sa suppléante Pascale Gruny à la suite de sa nomination au gouvernement. |
| XIIe        | 1er mai 2004     | 19 juin 2007     | Pascale Gruny      | UMP             | Remplacé le 30 avril 2004 par sa suppléante Pascale Gruny à la suite de sa nomination au gouvernement. |
| XIIIe       | 20 juin 2007     | 19 juillet 2007  | Xavier Bertrand    | UMP             | Remplacé le 19 juillet 2007 par sa suppléante Pascale Gruny à la suite de sa nomination au gouvernement. Retrouve son poste le 15 février 2009 à la suite de son départ du gouvernement. Remplacé le 15 décembre 2010 par sa suppléante Pascale Gruny à la suite de sa nomination au gouvernement. |
| XIIIe       | 20 juillet 2007  | 15 février 2009  | Pascale Gruny      | UMP             | Remplacé le 19 juillet 2007 par sa suppléante Pascale Gruny à la suite de sa nomination au gouvernement. Retrouve son poste le 15 février 2009 à la suite de son départ du gouvernement. Remplacé le 15 décembre 2010 par sa suppléante Pascale Gruny à la suite de sa nomination au gouvernement. |
| XIIIe       | 15 février 2009  | 15 décembre 2010 | Xavier Bertrand    | UMP             | Remplacé le 19 juillet 2007 par sa suppléante Pascale Gruny à la suite de sa nomination au gouvernement. Retrouve son poste le 15 février 2009 à la suite de son départ du gouvernement. Remplacé le 15 décembre 2010 par sa suppléante Pascale Gruny à la suite de sa nomination au gouvernement. |
| XIIIe       | 15 décembre 2010 | 19 juin 2012     | Pascale Gruny      | UMP             | Remplacé le 19 juillet 2007 par sa suppléante Pascale Gruny à la suite de sa nomination au gouvernement. Retrouve son poste le 15 février 2009 à la suite de son départ du gouvernement. Remplacé le 15 décembre 2010 par sa suppléante Pascale Gruny à la suite de sa nomination au gouvernement. |
| XIVe        | 20 juin 2012     | 12 janvier 2016  | Xavier Bertrand    | UMP → LR        | Démissionnaire le 12 janvier 2016 Élu le 20 mars 2016 à la suite d'une élection partielle et maire d'Itancourt |
| XIVe        | 21 mars 2016     | 20 juin 2017     | Julien Dive        | LR              | Démissionnaire le 12 janvier 2016 Élu le 20 mars 2016 à la suite d'une élection partielle et maire d'Itancourt |
| XVe         | 21 juin 2017     | 21 juin 2022     | Julien Dive        | LR              | Maire d'Itancourt puis conseiller municipal d'Itancourt |
| XVIe        | 22 juin 2022     | 9 juin 2024      | Julien Dive        | LR              | Conseiller municipal d'Itancourt Mandat écourté à la suite d'une dissolution parlementaire décidée par Emmanuel Macron. |
| XVIIe       | 8 juillet 2024   | En cours         | Julien Dive        | LR              | Conseiller municipal d'Itancourt |

## Historique des résultats

### Élections de 1986
Les élections législatives françaises de 1986 ont eu lieu le dimanche 16 mars 1986. Fait unique sous la Ve république, elles se sont déroulées au scrutin proportionnel à un seul tour dans chaque département français. Le résultat dans la 2e circonscription de l'Aisne n'est donc donné qu'à titre indicatif à partir du découpage des ordonnances de 1986.
| Parti          | Parti            | Tête de liste         | Premier tour | Premier tour |
| Parti          | Parti            | Tête de liste         | Voix         | %            |
| -------------- | ---------------- | --------------------- | ------------ | ------------ |
|                | UDF-RPR          | André Rossi           | 20 726       | 36,44        |
|                | Parti socialiste | Jean-Pierre Balligand | 16 492       | 29,00        |
|                | Parti communiste | Daniel Le Meur        | 12 569       | 22,10        |
|                | Front national   | Hubert Potel          | 6 062        | 10,66        |
|                | MPPT             | Michel Aurigny        | 1 023        | 1,80         |
|                | DVD              | Daniel Lipka          | 0            | 0            |
|                |                  |                       |              |              |
| Inscrits       | Inscrits         | Inscrits              | 73 864       | 100,00       |
| Abstentions    | Abstentions      | Abstentions           | 13 810       | 18,70        |
| Votants        | Votants          | Votants               | 60 054       | 81,30        |
| Blancs et nuls | Blancs et nuls   | Blancs et nuls        | 3 182        | 5,30         |
| Exprimés       | Exprimés         | Exprimés              | 56 872       | 94,70        |

### Élections de 1988
| Candidat       | Candidat                     | Parti          | Premier tour | Premier tour | Second tour | Second tour |  |
| Candidat       | Candidat                     | Parti          | Voix         | %            | Voix        | %           |  |
| -------------- | ---------------------------- | -------------- | ------------ | ------------ | ----------- | ----------- |  |
|                | Daniel Le Meur sortant réélu | PCF            | 15 570       | 31,45        | 30 431      | 58,76       |  |
|                | Pierre Guidoni               | PS             | 13 658       | 27,59        | Retrait     | Retrait     |  |
|                | Antoine Pagni                | UDF (PR) (URC) | 11 496       | 23,22        | 21 362      | 41,24       |  |
|                | François Picquet             | FN             | 4 691        | 9,48         |             |             |  |
|                | Christian Choain             | Divers droite  | 4 085        | 8,25         |             |             |  |
|                |                              |                |              |              |             |             |  |
| Inscrits       | Inscrits                     | Inscrits       | 73 768       | 100,00       | 73 759      | 100,00      |  |
| Abstentions    | Abstentions                  | Abstentions    | 23 139       | 31,37        | 19 567      | 26,53       |  |
| Votants        | Votants                      | Votants        | 50 629       | 68,63        | 54 192      | 73,47       |  |
| Blancs et nuls | Blancs et nuls               | Blancs et nuls | 1 129        | 2,23         | 2 399       | 4,43        |  |
| Exprimés       | Exprimés                     | Exprimés       | 49 500       | 97,77        | 51 793      | 95,57       |  |

Raymond Froment, artisan, maire de Lehaucourt, était le suppléant de Daniel Le Meur.

### Élections de 1993
| Candidat       | Candidat               | Parti          | Premier tour | Premier tour | Second tour | Second tour |  |
| Candidat       | Candidat               | Parti          | Voix         | %            | Voix        | %           |  |
| -------------- | ---------------------- | -------------- | ------------ | ------------ | ----------- | ----------- |  |
|                | Charles Baur élu       | UDF (PSD)      | 18 133       | 36,58        | 29 053      | 55,42       |  |
|                | Daniel Le Meur sortant | PCF            | 10 441       | 21,06        | 23 373      | 44,58       |  |
|                | François Picquet       | FN             | 5 788        | 11,68        |             |             |  |
|                | Yves Mennesson         | PS (ADFP)      | 4 281        | 8,64         |             |             |  |
|                | Jean Robert Boutreux   | GÉ (EÉ)        | 2 510        | 5,06         |             |             |  |
|                | Corinne Lemire         | LT-LNÉ         | 2 239        | 4,52         |             |             |  |
|                | Denis Lefèvre          | MRG            | 1 585        | 3,20         |             |             |  |
|                | Yves Journel           | Divers droite  | 1 106        | 2,23         |             |             |  |
|                | Daniel Huriez          | PT             | 1 089        | 2,20         |             |             |  |
|                | Raymond Ducamp         | Divers droite  | 876          | 1,77         |             |             |  |
|                | Didier Hernoux         | LO             | 807          | 1,63         |             |             |  |
|                | René Huel              | UDI            | 713          | 1,44         |             |             |  |
|                |                        |                |              |              |             |             |  |
| Inscrits       | Inscrits               | Inscrits       | 74 526       | 100,00       | 74 522      | 100,00      |  |
| Abstentions    | Abstentions            | Abstentions    | 21 966       | 29,47        | 18 159      | 24,37       |  |
| Votants        | Votants                | Votants        | 52 560       | 70,53        | 56 363      | 75,63       |  |
| Blancs et nuls | Blancs et nuls         | Blancs et nuls | 2 992        | 5,69         | 3 937       | 6,99        |  |
| Exprimés       | Exprimés               | Exprimés       | 49 568       | 94,31        | 52 426      | 93,01       |  |

Marcel Leclère, maire de Bellicourt, était le suppléant de Charles Baur.

### Élections de 1997
| Candidat       | Candidat                | Parti          | Premier tour | Premier tour | Second tour | Second tour |  |
| Candidat       | Candidat                | Parti          | Voix         | %            | Voix        | %           |  |
| -------------- | ----------------------- | -------------- | ------------ | ------------ | ----------- | ----------- |  |
|                | Odette Grzegrzulka élue | PS             | 14 389       | 28,63        | 29 879      | 56,52       |  |
|                | Charles Baur sortant    | UDF (FD)       | 13 989       | 27,84        | 22 983      | 43,48       |  |
|                | François Picquet        | FN             | 8 574        | 17,06        |             |             |  |
|                | Alix Suchecki           | PCF            | 7 080        | 14,09        |             |             |  |
|                | Agnès Boutreux-Potel    | GÉ             | 2 643        | 5,26         |             |             |  |
|                | Didier Hernoux          | LO             | 1 474        | 2,93         |             |             |  |
|                | Michel Froissart        | LDI (CNIP)     | 1 135        | 2,26         |             |             |  |
|                | Bernard Roger           | PT             | 969          | 1,93         |             |             |  |
|                |                         |                |              |              |             |             |  |
| Inscrits       | Inscrits                | Inscrits       | 73 493       | 100,00       | 73 467      | 100,00      |  |
| Abstentions    | Abstentions             | Abstentions    | 20 951       | 28,51        | 17 627      | 23,99       |  |
| Votants        | Votants                 | Votants        | 52 542       | 71,49        | 55 840      | 76,01       |  |
| Blancs et nuls | Blancs et nuls          | Blancs et nuls | 2 289        | 4,36         | 2 978       | 5,33        |  |
| Exprimés       | Exprimés                | Exprimés       | 50 253       | 95,64        | 52 862      | 94,67       |  |

Le suppléant d'Odette Grzegrzulka était Roland Renard, ancien député communiste, conseiller général du canton de Saint-Simon, maire de Montescourt-Lizerolles.

### Élections de 2002
| Candidat       | Candidat                    | Parti            | Premier tour | Premier tour | Second tour | Second tour |  |
| Candidat       | Candidat                    | Parti            | Voix         | %            | Voix        | %           |  |
| -------------- | --------------------------- | ---------------- | ------------ | ------------ | ----------- | ----------- |  |
|                | Xavier Bertrand élu         | UMP              | 20 295       | 43,13        | 25 565      | 56,96       |  |
|                | Odette Grzegrzulka sortante | PS               | 12 660       | 26,91        | 19 316      | 43,04       |  |
|                | Marcel Lelong               | FN               | 6 318        | 13,43        |             |             |  |
|                | Jean-Luc Tournay            | PCF              | 2 469        | 5,25         |             |             |  |
|                | Alexis Grandin              | MPF              | 1 235        | 2,62         |             |             |  |
|                | Olivier Gaudin              | LCR              | 724          | 1,54         |             |             |  |
|                | Alain Betems                | CPNT             | 718          | 1,53         |             |             |  |
|                | Freddy Grzeziczack          | Pôle républicain | 718          | 1,53         |             |             |  |
|                | Anne Zanditénas             | LO               | 612          | 1,30         |             |             |  |
|                | Nadia Voiret                | GÉ               | 475          | 1,01         |             |             |  |
|                | Bernard Roger               | PT               | 359          | 0,76         |             |             |  |
|                | Déborah Lagrange            | MNR              | 313          | 0,67         |             |             |  |
|                | Jean-Dominique Basso        | Divers gauche    | 158          | 0,34         |             |             |  |
|                | Nora Ahmed Ali              | Les Verts        | 0            | 0,00         |             |             |  |
|                |                             |                  |              |              |             |             |  |
| Inscrits       | Inscrits                    | Inscrits         | 73 010       | 100,00       | 73 005      | 100,00      |  |
| Abstentions    | Abstentions                 | Abstentions      | 25 095       | 34,37        | 26 431      | 36,2        |  |
| Votants        | Votants                     | Votants          | 47 915       | 65,63        | 46 574      | 63,8        |  |
| Blancs et nuls | Blancs et nuls              | Blancs et nuls   | 861          | 1,8          | 1 693       | 3,64        |  |
| Exprimés       | Exprimés                    | Exprimés         | 47 054       | 98,2         | 44 881      | 96,36       |  |

La suppléante de Xavier Bertrand était Pascale Gruny, Directeur de ressources humaines, conseillère municipale de Saint-Quentin. Pascale Gruny remplaça Xavier Bertrand, nommé membre du Gouvernement, du 1er mai 2004 au 19 juin 2007.

### Élections de 2007
|                | Xavier Bertrand sortant réélu | UMP            | 24 007 | 53,28  |  |  |  |
|                | Odette Grzegrzulka            | PS             | 10 278 | 22,81  |  |  |  |
|                | Michèle Dall'Ara              | FN             | 2 382  | 5,29   |  |  |  |
|                | Jean-Luc Tournay              | PCF            | 2 191  | 4,86   |  |  |  |
|                | Ahmed Bahaddou                | UDF–MoDem      | 1 298  | 2,88   |  |  |  |
|                | Freddy Grzeziczak             | MRC            | 1 195  | 2,65   |  |  |  |
|                | Franck Mousset                | LCR            | 847    | 1,88   |  |  |  |
|                | Alain Betems                  | CPNT           | 525    | 1,17   |  |  |  |
|                | Nora Ahmed Ali                | Les Verts      | 470    | 1,04   |  |  |  |
|                | Anne Zanditenas               | LO             | 461    | 1,02   |  |  |  |
|                | Nicole Aurigny                | POI            | 347    | 0,77   |  |  |  |
|                | Daniel Wargnier               | GÉ             | 336    | 0,75   |  |  |  |
|                | Marie-José Guillet            | MNR            | 276    | 0,61   |  |  |  |
|                | Carmel Desjoyaux              | MPF            | 261    | 0,58   |  |  |  |
|                | Bertrand Séné                 | Divers         | 184    | 0,41   |  |  |  |
|                |                               |                |        |        |  |  |  |
| Inscrits       | Inscrits                      | Inscrits       | 76 158 | 100,00 |  |  |  |
| Abstentions    | Abstentions                   | Abstentions    | 29 148 | 38,27  |  |  |  |
| Votants        | Votants                       | Votants        | 47 010 | 61,73  |  |  |  |
| Blancs et nuls | Blancs et nuls                | Blancs et nuls | 828    | 1,76   |  |  |  |
| Exprimés       | Exprimés                      | Exprimés       | 46 182 | 98,24  |  |  |  |

La suppléante de Xavier Bertrand était Pascale Gruny. Elle remplaça Xavier Bertrand, nommé membre du gouvernement, du 20 juillet 2007 au 15 février 2009.

### Élections de 2012
| Candidat       | Candidat                      | Parti               | Premier tour | Premier tour | Second tour | Second tour |  |
| Candidat       | Candidat                      | Parti               | Voix         | %            | Voix        | %           |  |
| -------------- | ----------------------------- | ------------------- | ------------ | ------------ | ----------- | ----------- |  |
|                | Xavier Bertrand sortant réélu | UMP                 | 17 404       | 38,89        | 22 445      | 50,25       |  |
|                | Anne Ferreira                 | PS (IDG, EÉLV, PRG) | 15 874       | 35,47        | 22 223      | 49,75       |  |
|                | Yannick Lejeune               | RBM (FN)            | 7 289        | 16,29        |             |             |  |
|                | Guy Fontaine                  | FG (PCF)            | 2 123        | 4,74         |             |             |  |
|                | Paul Gironde                  | CpF (MoDem)         | 623          | 1,39         |             |             |  |
|                | Michel Aurigny                | POI                 | 296          | 0,66         |             |             |  |
|                | Jean-Thierry Gampert          | PDF (UDN)           | 276          | 0,62         |             |             |  |
|                | Anne Zanditénas               | LO                  | 242          | 0,54         |             |             |  |
|                | Sylvie Glinatsis              | MÉI                 | 225          | 0,50         |             |             |  |
|                | Guillaume Buil                | AÉI                 | 222          | 0,50         |             |             |  |
|                | Antonio Ribeiro               | LGM                 | 178          | 0,40         |             |             |  |
|                |                               |                     |              |              |             |             |  |
| Inscrits       | Inscrits                      | Inscrits            | 73 249       | 100,00       | 73 254      | 100,00      |  |
| Abstentions    | Abstentions                   | Abstentions         | 27 914       | 38,11        | 27 271      | 37,23       |  |
| Votants        | Votants                       | Votants             | 45 335       | 61,89        | 45 983      | 62,77       |  |
| Blancs et nuls | Blancs et nuls                | Blancs et nuls      | 583          | 1,29         | 1 315       | 2,86        |  |
| Exprimés       | Exprimés                      | Exprimés            | 44 752       | 98,71        | 44 668      | 97,14       |  |

La suppléante de Xavier Bertrand était Pascale Gruny. Pascale Gruny devint membre du Sénat le 1er octobre 2014.

### Élection partielle de 2016
À la suite de la démission effective de Xavier Bertrand, le 13 janvier 2016, une élection législative partielle est organisé pour occuper le siège vacant, le 13 et 20 mars 2016. Les dépôts de candidature, ont lieu du 15 au 19 février 2016, pour le premier tour et du 14 au 15 mars 2016 pour les candidats pouvant se représenter au second tour.
| Candidat       | Candidat        | Parti          | Premier tour | Premier tour | Second tour | Second tour |  |
| Candidat       | Candidat        | Parti          | Voix         | %            | Voix        |             |  |
| -------------- | --------------- | -------------- | ------------ | ------------ | ----------- | ----------- |  |
|                | Julien Dive élu | LR             | 8 730        | 36,29        | 14 128      | 61,14       |  |
|                | Sylvie Saillard | FN             | 6 923        | 28,78        | 8 980       | 38,86       |  |
|                | Anne Ferreira   | PS             | 3 775        | 15,69        |             |             |  |
|                | Éric Norel      | Divers         | 1 396        | 5,80         |             |             |  |
|                | Gérard Brunel   | FG             | 920          | 3,82         |             |             |  |
|                | Corinne Bécourt | PCF            | 835          | 3,47         |             |             |  |
|                | Michel Magniez  | EÉLV           | 798          | 3,32         |             |             |  |
|                | Anne Zanditénas | LO             | 528          | 2,19         |             |             |  |
|                | Belaidi Lograda | Divers         | 151          | 0,63         |             |             |  |
|                |                 |                |              |              |             |             |  |
| Inscrits       | Inscrits        | Inscrits       | 73 418       | 100,00       | 73 418      | 100,00      |  |
| Abstentions    | Abstentions     | Abstentions    | 48 460       | 66,01        | 48 269      | 65,75       |  |
| Votants        | Votants         | Votants        | 24 958       | 33,99        | 25 149      | 34,25       |  |
| Blancs et nuls | Blancs et nuls  | Blancs et nuls | 902          | 3,61         | 2 041       | 8,12        |  |
| Exprimés       | Exprimés        | Exprimés       | 24 056       | 96,39        | 23 108      | 91,88       |  |

### Élections de 2017
| Candidat    | Candidat                | Parti               | Premier tour | Premier tour | Second tour | Second tour |
| Candidat    | Candidat                | Parti               | Voix         | %            | Voix        | %           |
| ----------- | ----------------------- | ------------------- | ------------ | ------------ | ----------- | ----------- |
|             | Julien Dive             | LR - UDI            | 12 099       | 36,48        | 19 018      | 64,97       |
|             | Sylvie Saillard-Meunier | FN                  | 8 349        | 25,17        | 10 254      | 35,03       |
|             | Paul Gironde            | MoDem               | 4 005        | 12,07        |             |             |
|             | Sarah Lempereur         | FI                  | 3 457        | 10,42        |             |             |
|             | Karl Pincherelle        | PS                  | 2 309        | 6,96         |             |             |
|             | Michel Magniez          | EELV                | 721          | 2,17         |             |             |
|             | Corinne Bécourt         | PCF                 | 694          | 2,09         |             |             |
|             | Jean-Christophe Seube   | DLF                 | 607          | 1,83         |             |             |
|             | Anne Zanditénas         | LO                  | 297          | 0,90         |             |             |
|             | Antonio Ribeiro         | UDE (FD)            | 191          | 0,58         |             |             |
|             | Antoine Cid             | UPR                 | 174          | 0,52         |             |             |
|             | Nora Daubin             | Trèfle - MEI - MHAN | 163          | 0,49         |             |             |
|             | Belaidi Lograda         | SE                  | 103          | 0,31         |             |             |
|             |                         |                     |              |              |             |             |
| Inscrits    | Inscrits                | Inscrits            | 73 981       | 100,00       | 73 976      | 100,00      |
| Abstentions | Abstentions             | Abstentions         | 39 857       | 53,87        | 42 321      | 57,21       |
| Votants     | Votants                 | Votants             | 34 124       | 46,13        | 31 655      | 42,79       |
| Blancs      | Blancs                  | Blancs              | 685          | 2,01         | 1 674       | 5,29        |
| Nuls        | Nuls                    | Nuls                | 270          | 0,79         | 709         | 2,24        |
| Exprimés    | Exprimés                | Exprimés            | 33 169       | 97,20        | 29 272      | 92,47       |

La suppléante de Julien Dive était Marie-Laurence Maitre, adjointe au maire de Saint-Quentin.

### Élections de 2022
| Candidat,                | Candidat,                | Parti et coalition       | Nuance                   | Premier tour | Premier tour | Second tour | Second tour |
| Candidat,                | Candidat,                | Parti et coalition       | Nuance                   | Voix         | %            | Voix        | %           |
| ------------------------ | ------------------------ | ------------------------ | ------------------------ | ------------ | ------------ | ----------- | ----------- |
|                          | Julien Dive              | LR (UDC)                 | LR                       | 11 704       | 35,91        | 17 463      | 58,17       |
|                          | Lola Puissant            | LAF (RN)                 | RN                       | 9 331        | 28,63        | 12 558      | 41,83       |
|                          | Sulyvan Ransquin         | LFI (NUPES)              | NUP                      | 5 757        | 17,66        |             |             |
|                          | Fatima El Ouasdi         | HOR (ENS)                | ENS                      | 3 755        | 11,52        |             |             |
|                          | Cécé Amewoui             | REC                      | REC                      | 938          | 2,88         |             |             |
|                          | Corinne Bécourt          | PCF diss.                | DVG                      | 505          | 1,55         |             |             |
|                          | Anne Zanditénas          | LO                       | DXG                      | 315          | 0,97         |             |             |
|                          | Éric Lepeuple            | SE                       | DIV                      | 288          | 0,88         |             |             |
|                          |                          |                          |                          |              |              |             |             |
| Votes valides            | Votes valides            | Votes valides            | Votes valides            | 32 593       | 98,02        | 30 021      | 94,28       |
| Votes blancs             | Votes blancs             | Votes blancs             | Votes blancs             | 473          | 1,42         | 1 320       | 4,15        |
| Votes nuls               | Votes nuls               | Votes nuls               | Votes nuls               | 187          | 0,56         | 501         | 1,57        |
| Total                    | Total                    | Total                    | Total                    | 33 253       | 100          | 31 842      | 100         |
| Abstention               | Abstention               | Abstention               | Abstention               | 39 923       | 54,56        | 41 347      | 56,49       |
| Inscrits / participation | Inscrits / participation | Inscrits / participation | Inscrits / participation | 73 176       | 45,44        | 73 189      | 43,51       |

La suppléante de Julien Dive était Marie-Laurence Maitre, adjointe au maire de Saint-Quentin.

### Elections de 2024
| Candidat                 | Candidat                  | Parti et coalition       | Nuance                   | Premier tour | Premier tour | Second tour | Second tour |
| Candidat                 | Candidat                  | Parti et coalition       | Nuance                   | Voix         | %            | Voix        | %           |
| ------------------------ | ------------------------- | ------------------------ | ------------------------ | ------------ | ------------ | ----------- | ----------- |
|                          | Philippe Torre            | CNIP (RN)                | RN                       | 21 496       | 47,06        | 22 413      | 49,43       |
|                          | Julien Dive               | LR                       | LR                       | 16 288       | 35,66        | 22 933      | 50,57       |
|                          | Anne-Sophie Dujancourt    | LFI (NFP)                | UG                       | 6 511        | 14,26        |             |             |
|                          | Didier Kaczmarek          | REC                      | REC                      | 561          | 1,23         |             |             |
|                          | Corinne Bécourt           | PCF diss.                | EXG                      | 497          | 1,09         |             |             |
|                          | Anne-Catherine Zanditénas | LO                       | EXG                      | 322          | 0,70         |             |             |
|                          |                           |                          |                          |              |              |             |             |
| Votes valides            | Votes valides             | Votes valides            | Votes valides            | 45 675       | 97,82        | 45 346      | 97,27       |
| Votes blancs             | Votes blancs              | Votes blancs             | Votes blancs             | 717          | 1,54         | 882         | 1,89        |
| Votes nuls               | Votes nuls                | Votes nuls               | Votes nuls               | 302          | 0,65         | 392         | 0,84        |
| Total                    | Total                     | Total                    | Total                    | 46 694       | 100          | 46 620      | 100         |
| Abstention               | Abstention                | Abstention               | Abstention               | 26 471       | 36,18        | 26 561      | 36,29       |
| Inscrits / participation | Inscrits / participation  | Inscrits / participation | Inscrits / participation | 73 165       | 63,82        | 73 181      | 63,71       |

La suppléante de Julien Dive est Marie-Laurence Maitre.